# Demografía del Ecuador
La demografía del Ecuador según datos publicados por el INEC sobre el censo de población y vivienda 2010, mostró ciertas peculiaridades de la evolución del comportamiento del país y que refleja también una mejora y tendencia de comportamiento a tener una demografía propia de un país desarrollado. Entre algunas características, el acceso a tecnologías por sus habitantes que llega a un considerable porcentaje: la pirámide poblacional muestra una tendencia cada vez más perpendicular, lo que denota, menor número de hijos por pareja, mayor porcentaje de adultos mayores, y una población que en la actualidad su mayoría esta en edad de trabajar.

## Población

### Población actual
18 190 492 habitantes (2023 est.)

### Proyecciones
| Año  | Población Ecuatoriana | Fuente |
| ---- | --------------------- | ------ |
| 2030 | 20 313 000            | [ 5 ]  |
| 2040 | 22 453 529            | [ 5 ]  |
| 2050 | 25 058 130            | [ 5 ]  |
| 2060 | 27 492 849            | [ 5 ]  |
| 2070 | 29 877 016            | [ 5 ]  |
| 2080 | 32 043 714            | [ 5 ]  |
| 2090 | 34 353 432            | [ 5 ]  |
| 2100 | 36 626 098            | [ 5 ]  |

## Evolución demográfica
Entre los censos de 1990 y 2001, el Ecuador experimentó un crecimiento demográfico de 2,6 millones de habitantes, pasando su población de 9,6 millones a 12,2 millones de habitantes. Entre los censos de 2001 y 2010, volvió a crecer otros 2,3 millones hasta los 14.5 millones de habitantes.
- Año 1492, se estima en 500 000[6] a 1 000 000[7] de personas.
- Año 1570, se estima en 1000 indígenas, 6000 españoles y 10 000 de castas y esclavos.[6]
- Año 1650, se estima en 580 000 habitantes, había 450 000 cobrizos, 400 000 blancos y 900 esclavos (negros) y de castas.[6]
- Año 1826, primer censo medianamente exacto, censa 550.700 personas.[8][9]
- Año 1830, al separarse de la Gran Colombia, había medio millón de habitantes, 90% cobriza y mestiza.[10]
- Año 1835, se estima en 600 000[11]
- Año 1836, se estima en 706 320[8]
- Año 1839, se estima en 751 116[8]
- Año 1846, censo medianamente exacto, se cuentan 869 892 almas,[8] 52% blancos, 41% cobrizos, 4% morenos libres, morenos esclavos 1%, negros libres 1% y negros esclavos 1%[12] (no se incluye la categoría de "mestizos").
- Año 1849, se estima en 965 250[8]
- Año 1854, se estima en 1 065 500[8]
- Año 1855, se estima en 1 086 981[13]
- Año 1856, se estima en 1 108 042[13]
- Año 1882, estimada en 950 000[14]
- Año 1905, estimada en 1 150 000[14]
- Año 1920, estimada en menos de 1 500 000[14]
- Año 1950, otro censo, se cuentan 3 211 916 personas.[12]
- Año 1962, otro censo, 4 564 080 personas.[12]
- Año 1974, otro censo, 6 521 710 personas.[12]
- Año 1982, censo, 8 138 974 personas.[12]
- Año 1990, censo, 9 697 979 personas.[12]
- Año 2001, censo, 12 156 608 personas.[12]
- Año 2011, censo, 14 483 499 personas.
- Año 2022, censo, 16 938 986 personas.[15]

Se cree que en el futuro la población ecuatoriana sufrirá un proceso de envejecimiento, aunque este no será tan drástico como los países del Cono sur, en la siguiente tabla se representa ese proceso.
| Año  | Población mayor de 60 |
| ---- | --------------------- |
| 2000 | 876.000               |
| 2025 | 2.235.000             |
| 2050 | 4.643.000             |

| Gráfica de evolución demográfica de Ecuador entre 1826 y 2022 |
|                                                               |

## Migración
Entre los años 1996 y 2006, la inestabilidad política y económica del país motivó a que una décima parte de la población optara por la emigración, principalmente hacia España e Italia, y en menor grado a los Estados Unidos.
A pesar de esta emigración, Ecuador es un país de acogida para miles de personas que provienen mayoritariamente de sus países vecinos como Colombia, donde el conflicto armado ha desplazado a cientos de miles de personas. Ecuador también acoge a personas de Venezuela y Perú, donde las condiciones provocan una migración laboral atraída por la oportunidad de ganar salarios en dólares norteamericanos.
En Ecuador también viven personas procedentes de España, Italia, Alemania, Portugal , Francia, Reino Unido y Grecia. Los judíos, que suman alrededor de 450 miembros, son en su mayoría de ascendencia alemana o italiana. Hay 225.000 angloparlantes y 112.000 germanoparlantes en Ecuador, de los cuales la gran mayoría reside en Quito, principalmente todos ellos descendientes de inmigrantes que llegaron a fines del siglo XIX y de emigrantes jubilados que regresaron a su terroir. La mayoría de los descendientes de inmigrantes europeos se esfuerzan por preservar su herencia. Por lo tanto, algunos grupos incluso tienen sus propias escuelas (por ejemplo, la Escuela Alemana de Guayaquil y la Escuela Alemana de Quito), el Liceé La Condamine (de herencia francesa), el Alberto Einstein (de herencia judía) y The British School of Quito (anglo-británica), organizaciones culturales y sociales, iglesias y clubes de campo. Su contribución al desarrollo social, político y económico del país es inmensa, especialmente en relación con su porcentaje en la población total.
También hay una pequeña comunidad asiático-ecuatoriana estimada en un rango de 2.500 a 25.000 personas, compuesta principalmente por aquellos que tienen cierta ascendencia china han y posiblemente 10.000 sean de Japón. Guayaquil tiene una comunidad del este de Asia, principalmente de China, incluidos Taiwán y Japón, así como una comunidad del sudeste asiático, principalmente de Filipinas.
Desde el año 2021, hay un aumento significativo en la diferencia entre la cantidad de ecuatorianos que salen del país en comparación con los que llegan.
En 2021, se registró un déficit migratorio de 81.479 individuos, lo que es un 265% más alto que en 2019.

## Estructura de población
Hombres: 8.252.523. Mujeres: 8.686.463.
| Grupos de edad | Población | Población | Población | Porcentaje del total |
| Grupos de edad | Hombres   | Mujeres   | Total     | Porcentaje del total |
| -------------- | --------- | --------- | --------- | -------------------- |
| 0-4            | 659.849   | 633.476   | 1.293.325 | 7,64%                |
| 5-9            | 721.577   | 690.510   | 1.412.087 | 8,34%                |
| 10-14          | 823.162   | 784.415   | 1.607.577 | 9,49%                |
| 15-19          | 776.151   | 757.673   | 1.533.824 | 9,05%                |
| 20-24          | 733.928   | 761.984   | 1.495.912 | 8,83%                |
| 25-29          | 642.951   | 704.217   | 1.347.168 | 7,95%                |
| 30-34          | 589.030   | 654.033   | 1.243.063 | 7,34%                |
| 35-39          | 553.569   | 620.353   | 1.173.922 | 6,93%                |
| 40-44          | 526.140   | 586.289   | 1.112.429 | 6,57%                |
| 45-49          | 451.734   | 499.802   | 951.536   | 5,62%                |
| 50-54          | 408.958   | 451.632   | 860.590   | 5,08%                |
| 55-59          | 357.790   | 394.256   | 752.046   | 4,44%                |
| 60-64          | 302.230   | 332.687   | 634.917   | 3,75%                |
| 65-69          | 245.831   | 270.939   | 516.770   | 3,05%                |
| 70-74          | 180.658   | 199.871   | 380.529   | 2,25%                |
| 75-79          | 126.838   | 144.982   | 271.820   | 1,60%                |
| 80-84          | 80.487    | 97.586    | 178.073   | 1,05%                |
| 85 y más       | 71.640    | 101.758   | 173.398   | 1,02%                |

| Grupos de edad                         | Población | Población | Población  | Porcentaje del total |
| Grupos de edad                         | Hombres   | Mujeres   | Total      | Porcentaje del total |
| -------------------------------------- | --------- | --------- | ---------- | -------------------- |
| Población infantil y joven (0-14 años) | 2.204.587 | 2.108.401 | 4.312.989  | 25,47%               |
| Población adulta (15-64 años)          | 5.342.481 | 5.762.925 | 11.105.406 | 65,56%               |
| Población anciana (65 en adelante)     | 705.454   | 815.136   | 1.520.590  | 8,98%                |

## Etnografía
El Instituto Nacional de Estadísticas y Censos (INEC), en su censo de población y vivienda de 2022, encontró la siguiente composición étnica: 
| Cultura    | Mestizos (Mestizaje) | Montubios (Mestizaje) | Indígenas | Blancos | Afroecuatorianos  | Afroecuatorianos    | Afroecuatorianos | Otros  |
| Cultura    | Mestizos (Mestizaje) | Montubios (Mestizaje) | Indígenas | Blancos | Afrodescendientes | Mulatos (Mestizaje) | Negros           | Otros  |
| ---------- | -------------------- | --------------------- | --------- | ------- | ----------------- | ------------------- | ---------------- | ------ |
| Población  | 13.122.280           | 1.304.994             | 1.301.887 | 374.925 | 343.408           | 245.256             | 225.804          | 20.432 |
| Porcentaje | 77,47%               | 7,70%                 | 7,69%     | 2,21%   | 2,03%             | 1,45%               | 1,33%            | 0,12%  |

## Estado civil
| Estado civil | Solteros  | Casados   | En unión libre | Viudos  | Separados | Divorciados |
| ------------ | --------- | --------- | -------------- | ------- | --------- | ----------- |
| Población    | 5.914.606 | 3.699.368 | 2.452.354      | 531.589 | 542.367   | 453.755     |
| Porcentaje   | 34,92%    | 21,84%    | 14,48%         | 3,14%   | 3,20%     | 2,68%       |

## Hogares

### Número de miembros.
| Nº personas en el hogar | 1 persona | 2 personas | 3 personas | 4 personas | 5 personas o más | Total     |
| ----------------------- | --------- | ---------- | ---------- | ---------- | ---------------- | --------- |
| Hogares                 | 867.934   | 1.046.917  | 1.126.217  | 1.075.045  | 1.072.289        | 5.188.402 |
| Porcentaje              | 16,73%    | 20,18%     | 21,71%     | 20,72%     | 20,67%           | 100%      |

### Tipología del hogar.
| Tipología  | Unipersonal | Nuclear (padres e hijos) | Extenso (varias generaciones) | Compuesto (varios núcleos familiares) | Sin núcleo conyugal primario | Total     |
| ---------- | ----------- | ------------------------ | ----------------------------- | ------------------------------------- | ---------------------------- | --------- |
| Hogares    | 861.809     | 3.200.387                | 803.184                       | 64.550                                | 258.472                      | 5.188.402 |
| Porcentaje | 16,61%      | 61,68%                   | 15,48%                        | 1,24%                                 | 4,98%                        | 100%      |

### Tipología de vivienda.
| Tipo de vivienda (habitada) | Particular   | Particular                      | Particular                      | Particular | Particular | Particular | Particular | Particular               | Colectiva |
| Tipo de vivienda (habitada) | Casa o villa | Departamento en casa o edificio | Cuarto/s en casa de inquilinato | Mediagua   | Rancho     | Covacha    | Choza      | Otra vivienda particular | Colectiva |
| --------------------------- | ------------ | ------------------------------- | ------------------------------- | ---------- | ---------- | ---------- | ---------- | ------------------------ | --------- |
| Hogares                     | 3.244.948    | 1.068.650                       | 152.573                         | 266.955    | 277.668    | 38.524     | 7.913      | 4.987                    | 19.869    |
| Porcentaje                  | 64,1%        | 21,11%                          | 3,01%                           | 5,27%      | 5,49%      | 0,76%      | 0,16%      | 0,1%                     | 0,39%     |

### Número de cuartos.
| Nº cuartos | 1 cuarto | 2 cuartos | 3 cuartos | 4 cuartos | 5 cuartos | 6 cuartos | 7 cuartos | 8 cuartos | 9 cuartos | 10 o más cuartos |
| ---------- | -------- | --------- | --------- | --------- | --------- | --------- | --------- | --------- | --------- | ---------------- |
| Hogares    | 665.527  | 1.046.121 | 1.510.961 | 1.104.789 | 479.346   | 161.895   | 52.024    | 23.892    | 8.245     | 9.418            |
| Porcentaje | 13,15%   | 20,67%    | 29,85%    | 21,82%    | 9,47%     | 3,2%      | 1,03%     | 0,47%     | 0,16%     | 0,19%            |

### Acceso a servicios básicos.
| Tipo de servicio     | Agua por red pública | Recolección de basura | Red pública de alcantarillado | Energía eléctrica de red pública |
| -------------------- | -------------------- | --------------------- | ----------------------------- | -------------------------------- |
| Hogares con acceso   | 4.260.776            | 4.490.748             | 3.330.605                     | 4.934.878                        |
| Porcentaje del total | 84,17%               | 88,71%                | 65,79%                        | 97,48%                           |

## Idioma/s que hablan los ecuatorianos
| Idiomas    | Español    | Lenguas indígenas | Idiomas extranjeros | No habla/no se comunica | Lenguaje de señas |
| ---------- | ---------- | ----------------- | ------------------- | ----------------------- | ----------------- |
| Población  | 16.474.677 | 654.316           | 472.525             | 86.160                  | 19.992            |
| Porcentaje | 97,26%     | 3,86%             | 2,79%               | 0,51%                   | 0,12%             |